# Cinclodes atacamensis
La remolinera castaña (en Argentina) (Cinclodes atacamensis), también denominada churrete de alas blancas (en Chile) o de ala blanca (en Perú), es una especie de ave paseriforme perteneciente al género Cinclodes de la familia Furnariidae. Es nativa del centro-oeste de América del Sur.

## Otros nombres populares
En Argentina se la denomina también bandurrita de Atacama,  cachila del agua o piloto castaño; en Chile, tuiro-tuiro o cachirinque grande; en Bolivia, churrete castaño.

## Hábitat y distribución
Este taxón habita, con dos subespecies, en el centro-oeste de América del Sur. 
La subespecie C. a. atacamensis se distribuye en el centro de la región andina, y en arroyos del altiplano de la Puna, desde el Perú, el oeste de Bolivia, y el noreste de Chile, hasta el noroeste de la Argentina, en las provincias de: Catamarca, Jujuy, La Rioja, Mendoza, Salta, San Juan, y Tucumán. Vive en altitudes entre 2000 y los 4000 m, aunque en invierno puede ser encontrada en sectores de altitud algo inferior.

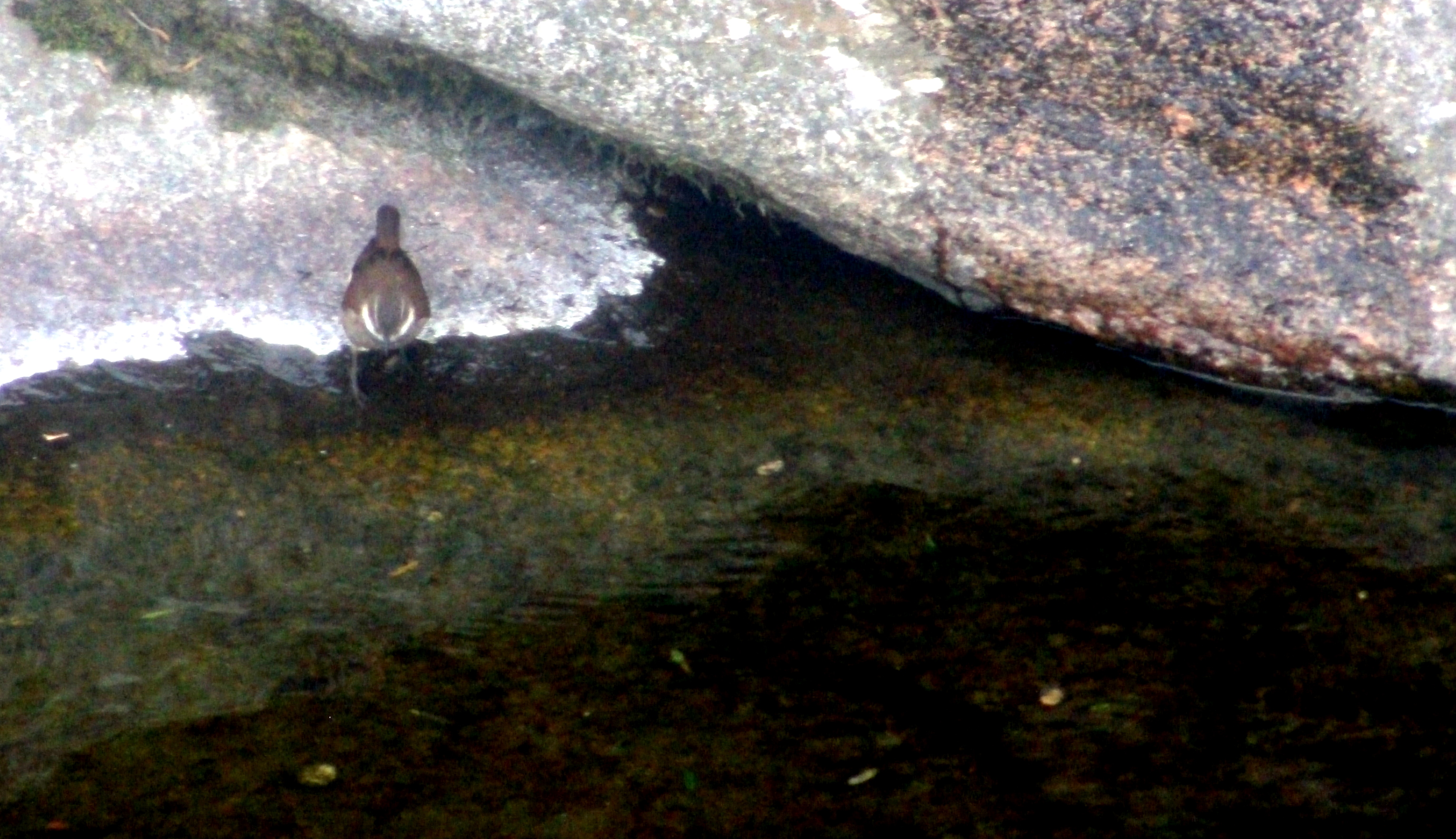
La subespecie Cinclodes atacamensis schocolatinus en un arroyo de las sierras de Córdoba.

La subespecie C. a. schocolatinus es endémica del centro de la Argentina, en arroyos altoserranos del altiplano de la Pampa de Achala, en las provincias de Córdoba y sectores limítrofes de San Luis. En invierno migra a sectores de baja altitud de la llanura chaqueña.
Se la encuentra en faldeos rocosos en zonas aguadas, en bordes de ríos y arroyos o cercanos a ellos. Es mucho más especialista en arroyos y cursos de agua, parece precisar de agua corriente y no se la encuentra en grandes bofedales, donde no hay corriente de agua. También se encuentra en cursos de agua rocosos y torrentosos, incluyendo los que carecen de vegetación en sus orillas.

## Descripción
Mide entre 19 y 20 cm de longitud total y pesa entre 45 y 56 g. El pico es largo para el género. La cabeza y partes superiores son de tono pardusco oscuro con tinte rufo más notorio hacia el lomoy exhibe una lista superciliar blanca desde el ojo hasta el borde de la nuca. La garganta es blanca con pintitas negras. Pecho y centro del ábdomen blanco grisáceo, con flancos pardo grisáceos. Alas negruzcas; primarias y secundarias con base blanca formando una banda oblicua; cubiertas bordeadas de rufo, y cubiertas primarias con base blanca, formando otra banda blanca de menor tamaño. Cubiertas subalares blancas con manchitas café. Cola negruzca, con las rectrices externas blancas en la punta. El iris es pardo. El pico es negruzco, con la base de la mandíbula más claro. Las patas son pardas.

## Comportamiento

### Alimentación
La preferencia de hábitat sugiere que su alimentación puede ser de larvas de insectos acuáticos. Entre los insectos se registran coleópteros, lepidópteros y arácnidos. También anfibios: renacuajo de Hypsiboas cordobensis y caracoles.

### Reproducción
La nidificación ocurre entre los meses de octubre y diciembre. El nido, oculto y elaborado, es colocado en huecos o en grietas, en barrancas o en piedras. En la cámara, construye un platito de pastos, pelos, lanas, plumas o hilos. Deposita dos huevos ovoidales, blancos, similares a otras especies de Cinclodes excepto por el tamaño: 28 x 22 mm en promedio. Ambos padres alimentan a los pichones. Sufre parasitismo de puesta por Molothrus bonariensis.

### Vocalización
La vocalización es un grito fuerte y chillón, más un cotorreo de bajo tono.

## Sistemática

### Descripción original
La especie C. atacamensis fue descrita originalmente por el naturalista alemán radicado en Chile Rodolfo Amando Philippi (Krumwiede) en el año 1857, bajo el nombre científico de Upuarthia [error] atacamensis; localidad tipo «San Pedro de Atacama, Antofagasta, Chile».

### Etimología
El nombre genérico masculino «Cinclodes» deriva del género Cinclus, que por su vez deriva del griego «kinklos»: ave desconocida a orilla del agua, y «oidēs»: que recuerda, que se parece; significando «que se parece a un Cinclus»; y el nombre de la especie «atacamensis», se refiere a la localidad tipo de la especie, San Pedro de Atacama.

### Taxonomía
Algunos autores, entre ellos: Olrog, consideran que la subespecie de la Pampa de Achala —C. a. schocolatinus— podría ser una especie plena.
Las similitudes de plumaje sugerían un parentesco próximo con Cinclodes palliatus, sin embargo, mientras un estudio genético-molecular encontró que eran especies hermanas, un análisis subsiguiente con un muestreo mayor, no corroboró completamente esta tesis.

### Subespecies
Según las clasificaciones del Congreso Ornitológico Internacional (IOC) y Clements Checklist v.2018, se reconocen dos subespecies, 
- Cinclodes atacamensis atacamensis (Philippi (Krumwiede), 1857)
- Cinclodes atacamensis schocolatinus Reichenow, 1920